# Commissariat de l'Armée de terre de Strasbourg
Le commissariat de l'Armée de terre de Strasbourg (CAT) était un service du commissariat de l'Armée de terre, stationné à Strasbourg et dont la compétence s'étendait sur quatre régions : Alsace, Franche-Comté, Lorraine et Bourgogne. 
Par arrêté du 16 décembre 2008 portant règlement de comptabilité au ministère de l'Écologie, de l'Énergie, du Développement durable et de l'Aménagement du territoire pour la désignation d'ordonnateurs secondaires relevant du ministère de la Défense, le directeur du CAT de Strasbourg a été institué ordonnateur secondaire des dépenses et des recettes.
Le commissariat de l'Armée de terre a été dissous le 31 décembre 2009. C'est le nouveau Service du commissariat des armées qui a repris, partiellement, ses compétences.
Le CAT de Strasbourg occupait des bâtiments annexes du quartier Stirn, au no 15 de la rue de Phalsbourg. 
Le groupement de soutien de la base de défense de Strasbourg - Haguenau - Colmar lui a succédé. 